# Pozezdrze (jezioro)
Pozezdrze – jezioro w Polsce położone jest ok. 1 km na wschód od miejscowości Pozezdrze w województwie warmińsko-mazurskim, powiat węgorzewski, gmina Pozezdrze, w dorzeczu Sapiny.
Pozezdrze ma powierzchnię 130 ha, długość 2,2 km, szerokość 0,8 km, a głębokość 5,5 m. Do jeziora, w jego południowo-wschodniej części, wpływa rzeka Sapina niosąc wodę z Jeziora Brżąs - odnogi Jeziora Wilkus. Woda z Jeziora Pozezdrze odpływa tą samą rzeką do Jeziora Stręgiel.